# Hayyal (B), Shahpur
Hayyal (B) là một làng thuộc Wadgera , huyện Yadgir (huyện), bang Karnataka, Ấn Độ.

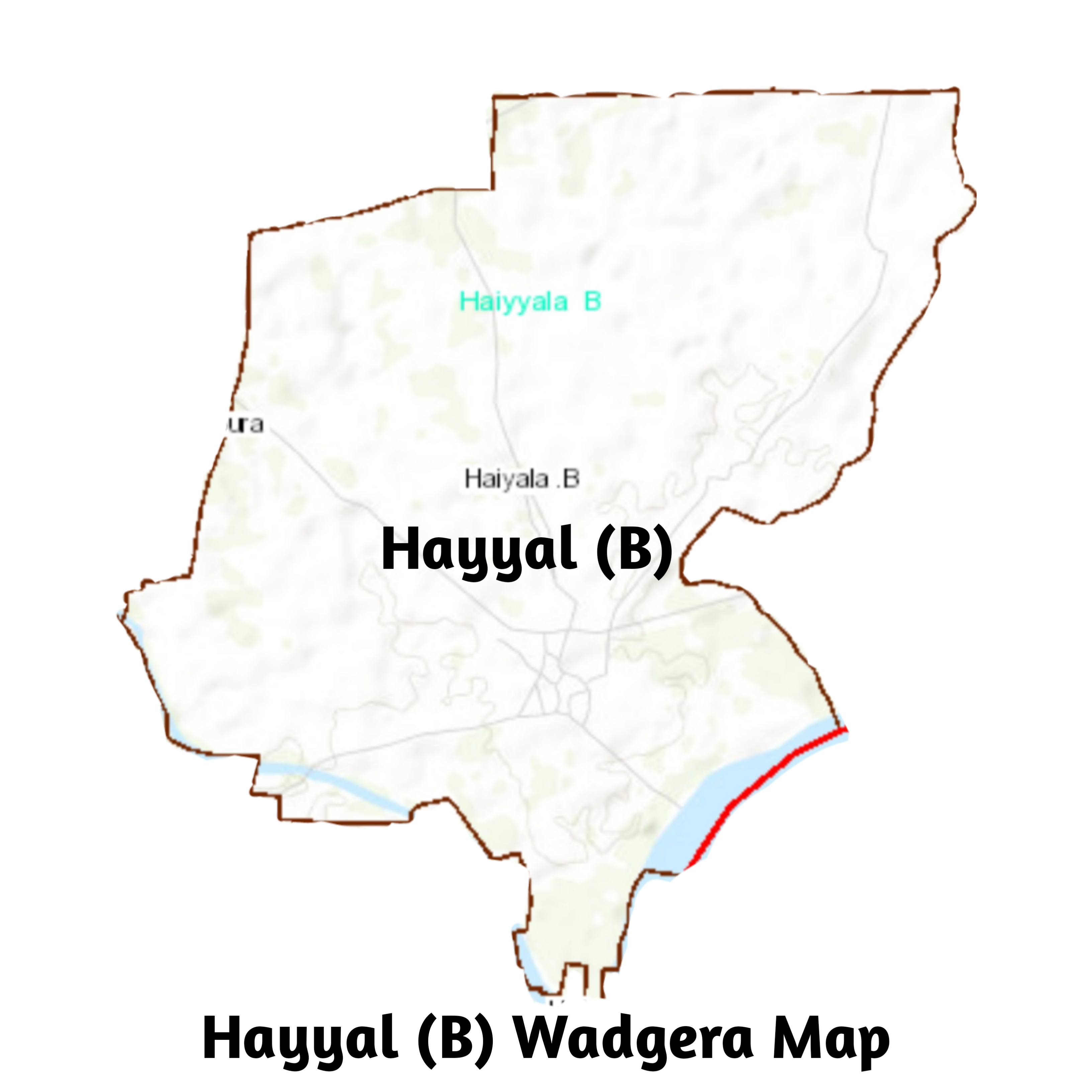
Hayyal (B) village map

Tham khảo
1. ↑  "Danh sách làng thuộc bang Karnataka". Bộ Nhà ở Ấn Độ. Truy cập ngày 27 tháng 10 năm 2012.
2. ↑  (B) "Làng Hayyal (B)". Onefivenine.com. Truy cập ngày 27 tháng 10 năm 2012. {{Chú thích web}}: Kiểm tra giá trị |url= (trợ giúp)

Bản mẫu:Gulbarga